# Diplostix tishechkini
Diplostix tishechkini är en skalbaggsart som beskrevs av Vienna 2007. Diplostix tishechkini ingår i släktet Diplostix och familjen stumpbaggar. Inga underarter finns listade i Catalogue of Life.